# Хольденер, Венди
Ве́нди Хо́льденер (нем. Wendy Holdener; 12 мая 1993, Унтериберг) — швейцарская горнолыжница, олимпийская чемпионка 2018 года в командном первенстве, трёхкратная чемпионка мира, победительница этапов Кубка мира, двукратная обладательница Кубка мира в зачёте комбинации. Специализируется в слаломе и комбинации.

## Карьера
В международных соревнованиях FIS в составе сборной Швейцарии дебютировала в ноябре 2008 года. В юниорском возрасте Хольденер достаточно успешно выступала как в технических дисциплинах, так и в скоростном спуске. Так в 2011 году на чемпионате мира среди юниоров, который прошёл в Кран-Монтане швейцарка завоевала золото в комбинации, серебро — в скоростном спуске, бронзу — в гигантском слаломе, а также стала четвёртой в специальном слаломе.
В Кубке мира дебютировала в октябре 2010 года на этапе в Зёльдене. Через месяц в американском Аспене стала 18-й в слаломе, завоевав первые очки в зачёт Кубка мира.

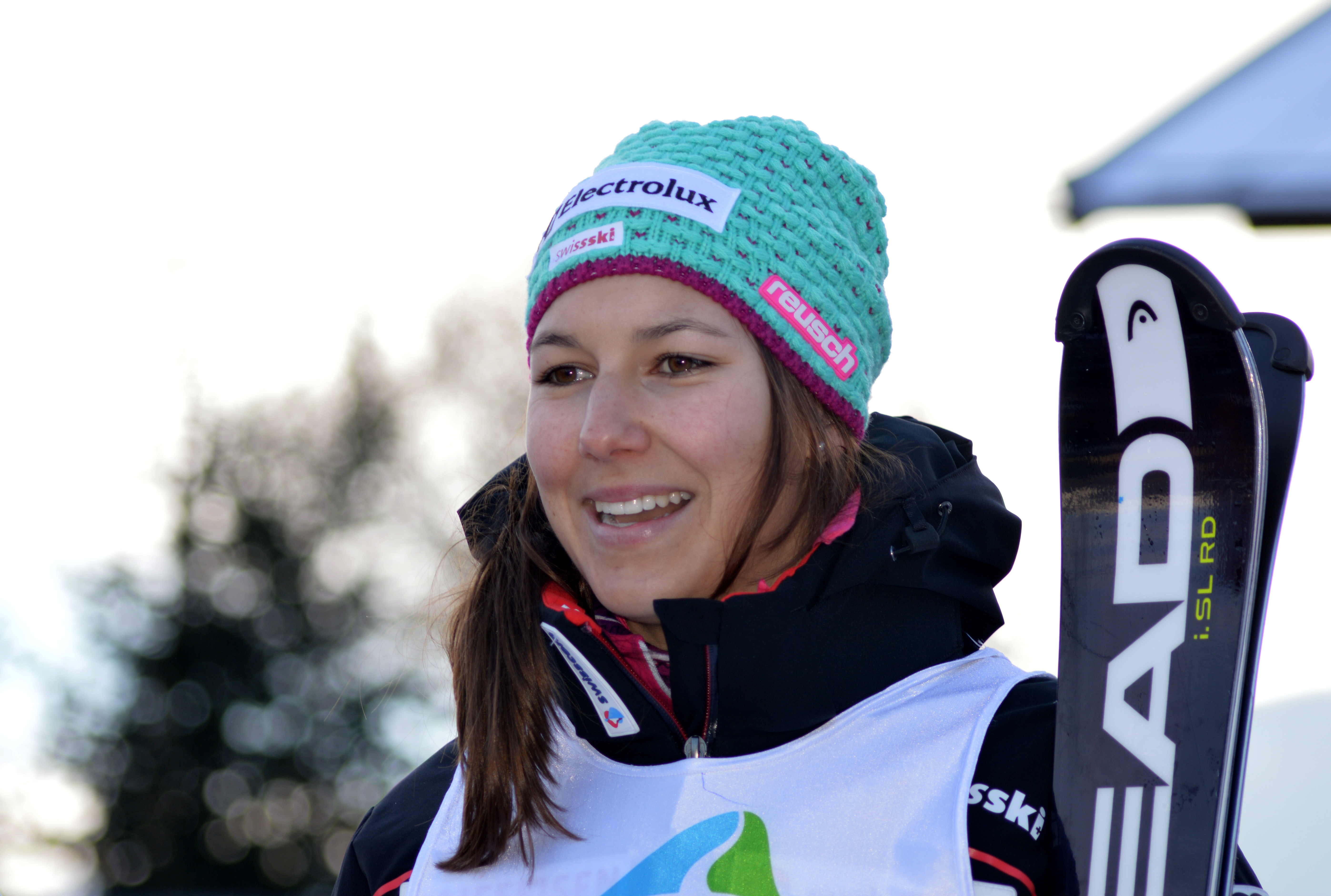

В конце сезона 2012/13 швейцарка впервые в карьере поднялась на кубковый подиум, став второй в слаломе в Офтершванге, уступив только Тине Мазе.
В 2014 году Хольденер дебютировала на Олимпийских играх. В Сочи она стартовала в технических дисциплинах, но выступила неудачно, оба раза сходя в первой попытке.
В декабре 2014 года Хольденер стала третьей на слаломном этапе в Кюхтау, а спустя ровно год в третий раз в карьере поднялась на кубковый подиум, став второй в Лиенце. 24 февраля 2016 года выиграла свой первый этап Кубка мира, победив в параллельном слаломе в Стокгольме. 13 марта 2016 года выиграла комбинацию в Ленцерхайде.
На чемпионате мира 2017 года в Санкт-Морице Венди выиграла золото в комбинации, а также серебро в слаломе, уступив Микаэле Шиффрин.
16 февраля 2018 года Хольденер стала серебряным призёром Олимпийских игр в слаломе, уступив всего 0,05 сек шведке Фриде Хансдоттер. 23 февраля Хольденер завоевала олимпийскую бронзу в комбинации, уступив Мишель Гизин и Микаэле Шиффрин. 24 февраля Хольденер стала олимпийской чемпионкой в командном первенстве в составе сборной Швейцарии.
По итогам сезона 2017/18 заняла второе место в общем зачёте Кубка мира, набрав 1168 очков и уступив Микаэле Шиффрин (1773 очка). Также Венди стала второй в зачёте слалома и выиграла зачёт комбинации. Всего Хольденер 10 раз за сезон попадала в тройку лучших на отдельных этапах, одержав одну победу — 26 января в комбинации в Ленцерхайде.

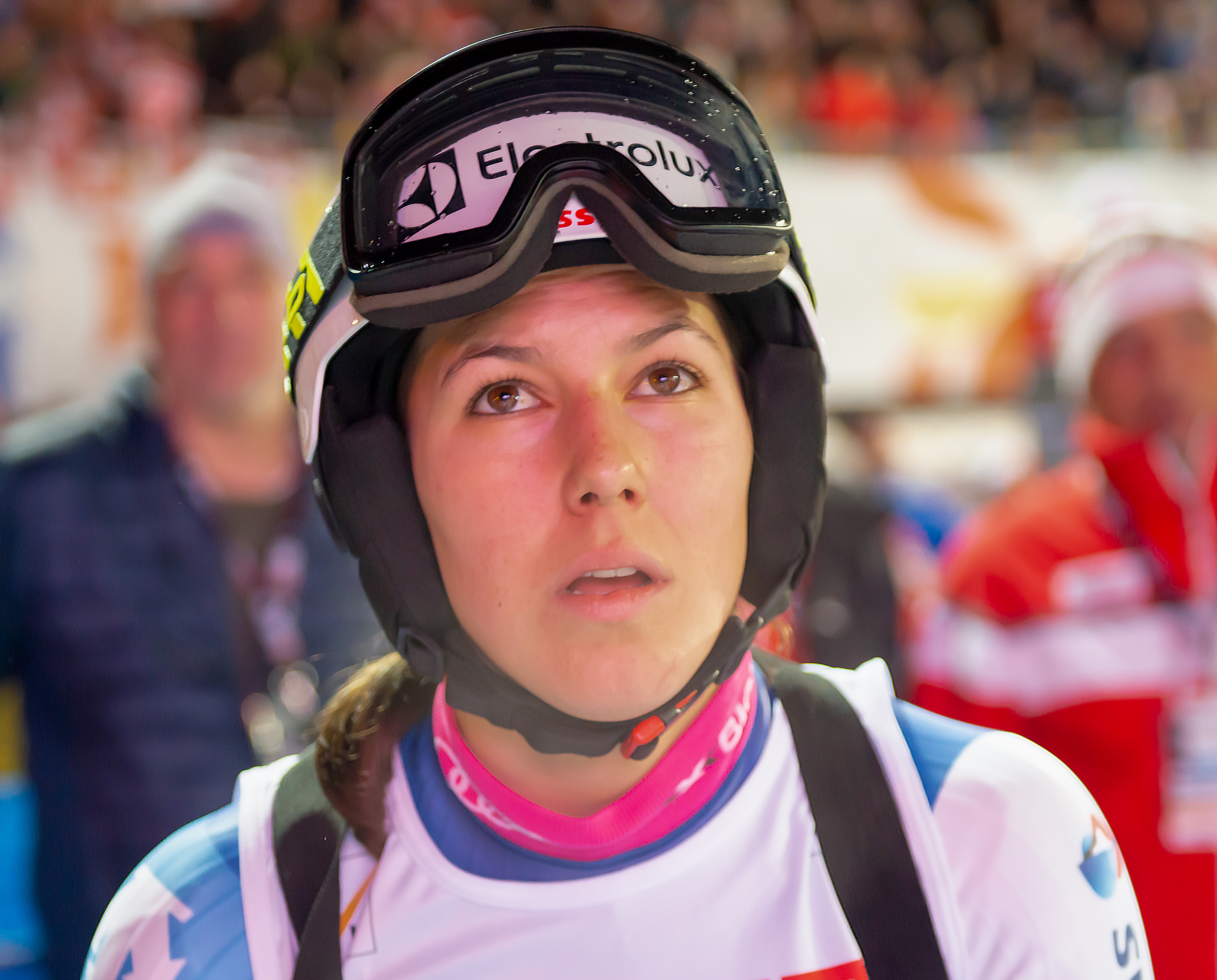
2019 год

На чемпионате мира 2019 года в Оре Хольденер сумела второй раз подряд выиграть золото в комбинации, всего на 0,03 сек опередив Петру Вльгову. Там же стала чемпионкой мира в командном первенстве в составе сборной Швейцарии. В слаломе Хольденер лидировала после первой попытки, но ошиблась во второй и заняла в итоге только 17-е место.
В Кубке мира сезона 2018/19 Венди набрала 1079 очков и заняла третье место после Микаэлы Шиффрин (2204 очка) и Петры Вльговой (1355). При этом Хольденер восемь раз попадала в тройку лучших на этапах, но не сумела одержать ни одной победы. Также Венди стала третьей в зачёте слалома и комбинации.
На чемпионате мира 2021 года заняла четвёртое место в слаломе и восьмое место в гигантском слаломе.
На Олимпийских играх 2022 года завоевала две награды — бронзу в слаломе и серебро в комбинации. При этом в слаломе Хольденер проиграла чемпионке Петре Вльговой всего 0,12 сек. Хольденер стала 10-й горнолыжницей в истории, выигравшей за карьеру не менее 5 олимпийских наград.
27 ноября 2022 года впервые в карьере выиграла слалом на этапе Кубке мира, ранее Хольденер более 30 раз поднималась на подиум, но побед в этом виде не одерживала.
В феврале 2023 года на чемпионате мира в Мерибеле завоевала серебряную медаль в комбинации, уступив по общему времени двух дисциплин чемпионке Федерике Бриньоне 1,62 сек. При этом после супергиганта Хольденер шла только 15-й, но показала лучшее время в слаломе и завоевала медаль. В параллельном гигантском слаломе также завоевала серебро. В слаломе шла второй после первой попытки, но не сумела финишировать во второй.
В 2025 году на чемпионате мира в Зальбахе в смешанных командных соревнованиях в параллельной дисциплине завоевала серебряную медаль, в финале уступив итальянцам. В командной комбинации в паре с Ларой Гут-Бехрами стала серебряной медалисткой и в слаломе по результатам двух спусков стала серебряным призёром.

## Результаты на крупнейших соревнованиях

### Зимние Олимпийские игры
5 медалей (1 золотая, 2 серебряные, 2 бронзовые)
| Олимпийские игры | Скоростной спуск | Супергигант | Гигантский слалом | Слалом | Комбинация | Команды |
| ---------------- | ---------------- | ----------- | ----------------- | ------ | ---------- | ------- |
| 2014 Сочи        | —                | —           | DNF1              | DNF1   | —          | н/д     |
| 2018 Пхёнчхан    | —                | —           | 9                 | 2      | 3          | 1       |
| 2022 Пекин       | —                | —           | 9                 | 3      | 2          | 6       |

### Чемпионаты мира
9 медалей (3 золотые, 6 серебряных)
| Чемпионат мира           | Скоростной спуск | Супергигант | Гигантский слалом | Слалом | Комбинация | Команды | Паралл. гигантский слалом |
| ------------------------ | ---------------- | ----------- | ----------------- | ------ | ---------- | ------- | ------------------------- |
| 2011 Гармиш-Партенкирхен | —                | —           | 29                | DNF2   | —          | —       | н/д                       |
| 2013 Шладминг            | —                | —           | 26                | 11     | —          | —       | н/д                       |
| 2015 Вейл/Бивер-Крик     | —                | —           | 17                | DNF2   | —          | —       | н/д                       |
| 2017 Санкт-Мориц         | —                | —           | —                 | 2      | 1          | 4       | н/д                       |
| 2019 Оре                 | —                | 14          | 15                | 17     | 1          | 1       | н/д                       |
| 2021 Кортина-д’Ампеццо   | —                | —           | 8                 | 4      | DNF SL     | 4       | 7                         |
| 2023 Мерибель            | —                | —           | 18                | DNF2   | 2          | 5       | 2                         |
| 2025 Зальбах             | —                | —           | 25                | 2      | 2          | 2       | н/д                       |

### Кубок мира

#### Завоёванные Хрустальные глобусы
- Комбинация (2): 2015/16, 2017/18

#### Победы на этапах Кубка мира (5)
| № | Сезон   | Дата        | Место       | Дисциплина          |
| - | ------- | ----------- | ----------- | ------------------- |
| 1 | 2015/16 | 24 фев 2016 | Стокгольм   | Параллельный слалом |
| 2 | 2015/16 | 13 мар 2016 | Ленцерхайде | Комбинация          |
| 3 | 2017/18 | 26 янв 2018 | Ленцерхайде | Комбинация (2)      |
| 4 | 2022/23 | 27 ноя 2022 | Киллингтон  | Слалом              |
| 5 | 2022/23 | 11 дек 2022 | Сестриере   | Слалом (2)          |